# 许世铨
许世铨（？—），籍贯不详，中华人民共和国台湾问题专家。

## 生平
1964年，自国际关系学院英语系国际新闻专业。1967年到1996年，历任新华社、《光明日报》、《人民日报》驻坦桑尼亚、黎巴嫩、英国、联合国记者，《人民日报》国际部主任。1996年11月，出任中国社会科学院台湾研究所所长。后来担任全国台湾研究会常务副会长。他是第十届全国政协委员。2011年獲聘為中华文化发展促进会理事。

## 著作
- 《莫桑比克战斗诗集》（王连华、许世铨译）
- 《十年观察：激荡中的台湾问题》
- 《台海风云录》
- 《“九二共识”文集》（许世铨、杨开煌主编）
- 《台湾问题论文选编（中文简体版）》（主编）
- 《台湾问题论文选编（英文版）》（主编）
- 《台湾当代人物辞典》（主编）
- 《台湾研究年度报告1998》（主编）
- 《台湾研究年度报告1999》（主编）
- 《台湾研究年度报告2000》（主编）
- 《两岸关系研究报告2001年》（主编）
- 《台湾2003》（主编）
- 《台湾2005》（许世铨、余克礼主编）
- 《台湾2006》（许世铨、余克礼主编）
- 《漫画台湾史》（戚嘉林原著，许世铨改编）